# Stenonartonia perdita
Stenonartonia perdita (лат.) — вид одиночных ос рода Stenonartonia (Eumeninae). Южная Америка. Название таксона perdita означает «потерянный», относится к экземплярам, происходящим из места, удалённого от известной области распространения других видов рода Stenonartonia.

## Распространение
Южная Америка: Бразилия.

## Описание
Осы среднего размера с желтовато-буровато-черной окраской тела, длина около 1 см. Этот вид имеет промежуточное сочетание признаков между S. cooperi и парой, образованной S. polybioides и S. hasyva. Отсутствие скутеллярных «окон» и полосато-пунктированная, а не просто полосатая скульптура проподеума ставит его ближе к S. cooperi, но выпуклый метанотум со слабо развитым гребнем, латеральный аксиллярный щит, не выступающий назад, прямые косые проподеальные полосы, более узкие пропорции тергита T1 и стернита S1 (и полосатая поверхность последнего) сближают S. perdita с S. polybioides и S. hasyva. Особенностью Stenonartonia perdita является то, что латеральная ламелла скутеллюма приподнята и имеет вздернутую границу. Вид был впервые описан в 2011 году бразильским энтомологом Bolívar R. Garcete-Barrett (Laboratório de Biologia Comparada de Hymenoptera, Departamento de Zoologia, Universidade Federal do Paraná, Куритиба, Парана, Бразилия).